# Chrześcijanin w Świecie
Chrześcijanin w Świecie. Zeszyty ODiSS – czasopismo wydawane przez Ośrodek Dokumentacji i Studiów Społecznych w Warszawie (ODiSS) w latach 1969–1997. Początkowo był to dwumiesięcznik, następnie miesięcznik, a na koniec czasopismo publikowano jako kwartalnik.

## Historia czasopisma
Pierwszy numer czasopisma ukazał się z datą wrzesień – październik 1969 r., a ostatni 205., w 1997 r. W wydawaniu pisma były dwie przerwy, pierwsza w okresie stanu wojennego, druga w latach 1989–1992. Największy, limitowany przez cenzurę, nakład sięgał siedmiu tysięcy egzemplarzy.
Pismo powstało jako odpowiedź na apel Soboru watykańskiego II o tworzenie ośrodków, których celem powinna stać się refleksja nad soborowymi reformami i ich wcielanie w życie. Ponadto środowisko skupione wokół ODiSS dążyło do reaktywowania w Polsce katolicyzmu społecznego i ruchu chrześcijańsko-demokratycznego.
Redaktorami naczelnymi „Chrześcijanina w Świecie” byli kolejno Janusz Zabłocki, Rudolf Buchała, Jerzy Skwara i Piotr Nitecki. Asystentem kościelnym, delegowanym przez kardynała Stefana Wyszyńskiego, prymasa Polski, był ks. prof. Stanisław Kowalczyk.
W latach 1974–1982 „Chrześcijanin w Świecie” miał także wydawane dwa razy w roku wersje obcojęzyczne: francuską, niemiecką i angielską. Ich redaktorem naczelnym był Rudolf Buchała.
Pracę redakcji wspierała Rada Naukowa, do której należeli badacze zainteresowani nauką społeczną Kościoła, a wśród nich m.in. prof. Czesław Strzeszewski (przewodniczący), ks. prof. Józef Majka, ks. prof. Joachim Kondziela i ks. prof. Jan Krucina.